# Vĩnh Hiệp, Nha Trang
Vĩnh Hiệp là một xã cũ thuộc thành phố Nha Trang, tỉnh Khánh Hòa, Việt Nam.
Xã Vĩnh Hiệp có diện tích 2,66 km², dân số năm 1999 là 6.019 người, mật độ dân số đạt 2.263 người/km².